# Volume 2 (Reagan Youth)
Volume 2 è il terzo album di studio del gruppo hardcore punk statunitense Reagan Youth.

## Tracce
1. It's a Beautiful Day – 3:53
2. Jesus Was a Communist – 1:44
3. Urban Savages – 1:23
4. What Will the Neighbors Think? – 3:50
5. Get the Ruler Out – 2:25
6. Brave New World – 4:30
7. Miss Teen America – 2:46
8. Heavy Metal Shuffle – 4:38
9. Queen Babylon – 5:12
10. Acid Rain – 1:55
11. One Holy Bible – 6:12
12. Back to the Garden (parts 1-1V) (strumentale) – 4:05

## Formazione
- Dave Rubinstein - voce
- Paul Cripple - chitarra
- Paul Bakija - basso
- Javier Madariaga - batteria
- Jim Fourniadis - ingegneria del suono
- James Kavoussi - ingegneria del suono